# Internationale des résistant(e)s à la guerre
Pour les articles homonymes, voir IRG.
L'Internationale des résistant(e)s à la guerre (IRG) est une organisation pacifiste fondée en 1921 lors des rencontres de Bilthoven aux Pays-Bas.
D'abord appelée PACO (« paix », en espéranto), elle est connue sur le plan international sous le nom anglais War Resisters' International (WRI) ; même dans les pays francophones, on utilise souvent simplement la formulation « la WRI ».
L'IRG a pour base la déclaration suivante : « La guerre est un crime contre l'humanité. C'est pourquoi je suis résolu(e) à n’aider à aucune espèce de guerre et à lutter pour l’abolition de toutes les causes des guerres. »[réf. nécessaire]
L’IRG existe afin de promouvoir l’action non-violente contre les causes de la guerre, de soutenir et mettre en relation des personnes de par le monde qui refusent de prendre part à la guerre et aux préparatifs de guerre. Sur cette base, l’IRG travaille pour un monde sans guerre.

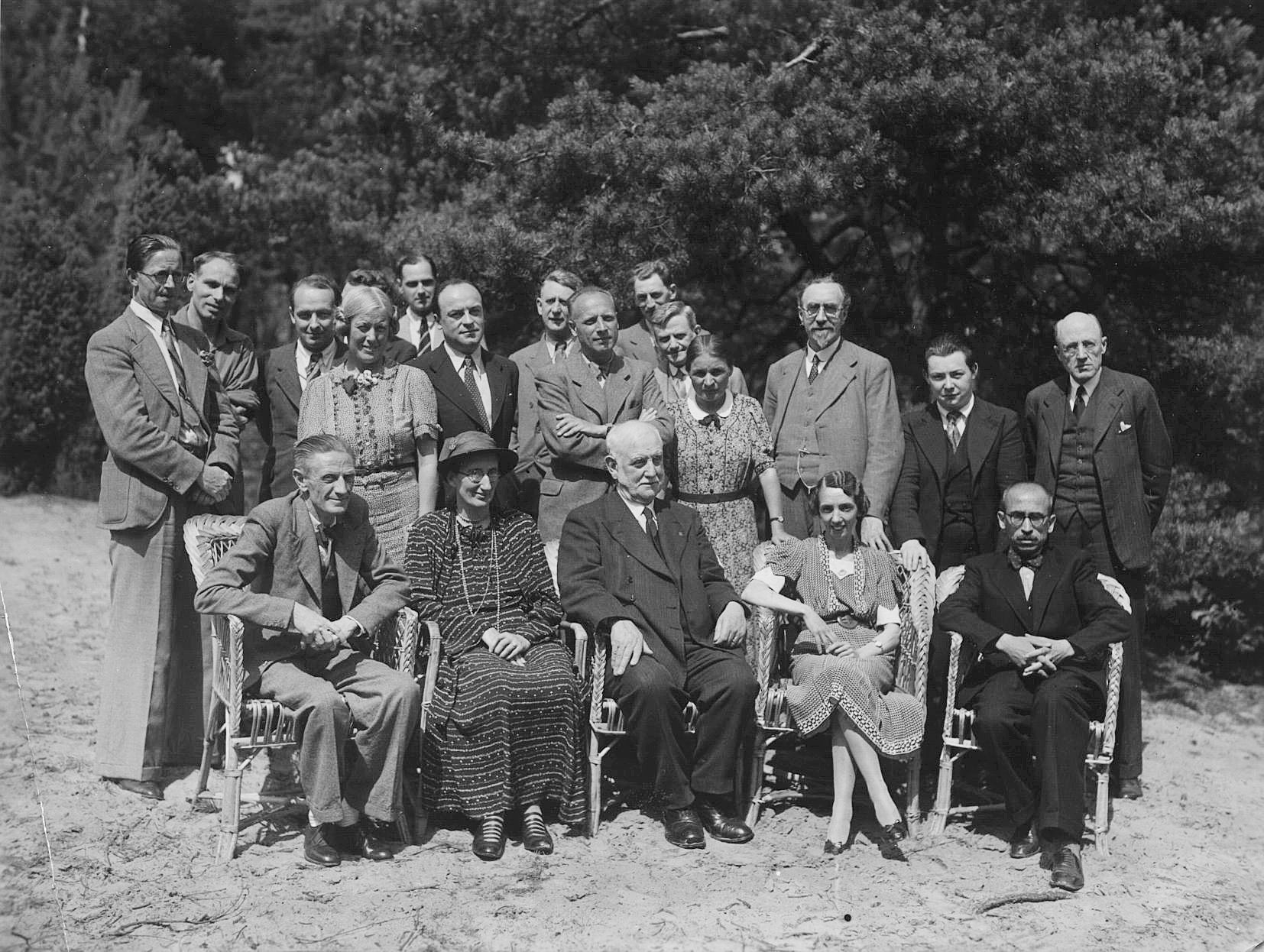
Le conseil de la WRI en 1938 à Bilthoven.

## Historique

### Les origines (1921-1923)
La fondation de PACO (1921)
Peu de temps après la fin de la Première Guerre mondiale, une conférence réunissant des représentants d'organisations pacifistes européennes radicales a lieu à Bilthoven du 22 au 25 mars 1921.
Ils fondent avec Helene Stöcker le mouvement PACO. Kees Boeke apparaît comme l'un des principaux initiateurs. La conférence de Bilthoven est considérée comme fondatrice du mouvement dans les textes de l'IRG,, ; le secrétariat de PACO reste à Bilthoven de 1921 à 1923.
Les relations avec l'IAMV (1921)
Le 26 mars 1921, les fondateurs de PACO participent à un congrès international antimilitariste de l' Internationale Antimilitaristische Vereinigung (IAMV) qui se déroule à La Haye. L'IAMV (« Rassemblement antimilitariste international ») a été fondée en 1904 en marge de la IIe Internationale. Si les deux mouvements désirent collaborer fraternellement, mais une différence essentielle est que les fondateurs de l'IRG se reconnaissent fondamentalement dans la non-violence, alors que l'IAMV n'y voit qu'un choix tactique.
PACO devient active dès l'automne et adhère à l'International Antimilitarist Bureau (IAMB) qui vient d'être créé par l'IAMV.
De PACO à l'IRG
C'est en 1923 qu'est adopté le nom de War Resistants International ; le secrétariat est transféré à Londres la même année.
C'est aussi en 1923 qu'est créée la War Resisters League américaine.
La fonction de président de l'IRG est créée en 1926.

### L'IRG face à la guerre

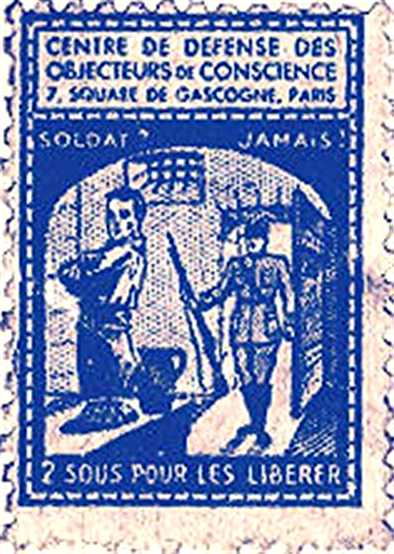
Timbre édité par le Centre de défense des objecteurs de conscience de Gérard Leretour (sans doute en 1936).

L'IRG joue un rôle dans les secours aux victimes de la guerre d'Espagne, puis de la Seconde Guerre mondiale. Un de ses membres, le Norvégien Olaf Kullmann est déporté par l'occupant allemand en raison de ses activités pacifistes.

### Liste des présidents de l'IRG
- Fenner Brockway (1926-1934)
- (Lord) Arthur Ponsonby (1er baron Ponsonby de Shulbrede) (1934-1937)
- George Lansbury (1937-1940)
- Herbert Runham Brown (1946-1949)
- Harold Bing (1949-1966)
- Michael Randle (1966-1973)
- Devi Prasad (1973-1975)
- Myrtle Solomon (1975-1986)
- David McReynolds (1986-1988)
- Narayan Desai (en) (1989-1991)
- Jørgen Johansen (1991-1998)
- Joanne Sheehan (1998-2006)
- Howard Clark (2006- )

## L'IRG actuelle

### Organisation
Une conférence internationale a lieu tous les quatre ans depuis 1994 (auparavant tous les trois ans).

### Associations faisant partie de l'IRG
Les membres de l'IRG sont répartis en trois catégories : sections, organisations associées, publications associées.
Sections de l'IRG
Il en existe en Allemagne, Australie, Belgique, Bosnie-Herzégovine, Canada, Chili, Danemark, Égypte, Espagne, États-Unis, Finlande, France (l'Union pacifiste de France), Géorgie, Grande-Bretagne, Grèce, Hongrie, Inde, Italie, Japon, Pays-Bas, Norvège, Sri Lanka et Suède.
Il peut exister plus d'une section dans un pays : Belgique (2), Chili (2), Inde (2), Royaume-Uni (3), Espagne (4), Allemagne (5).
Une seule section porte le nom de War Resister's International (Géorgie) ; deux celui de War Resisters League (Australie, États-Unis) ; un celui de War Resisters of India-West (Inde).
Plusieurs pays n'ont pas de section, mais seulement une organisation associée : Autriche, Bosnie-Herzégovine, Colombie, Corée, Croatie, Équateur, Irlande, Israël, Macédoine, Népal, Nigeria, Ouganda, Palestine, Papouasie, Paraguay, Portugal, Roumanie, Serbie, Tchad, Turquie, Zimbabwe.
Organisations associées
Par exemple, dans les pays francophones, on trouve :
- au Canada : le Centre de ressources sur la non-violence (CRNV)
- en France : le Mouvement international de la Réconciliation (MIR), le Mouvement pour une alternative non-violente (MAN), le Collectif des Objectrices et Objecteurs Tarnais (COT, siège à Tanus), le Mouvement de l'Objection de Conscience (MOC, Nancy)
- en Suisse : le Centre pour l'action non-violente (CENAC, Lausanne), le Groupe pour une Suisse sans armée (GSsA, Zurich),
- au Tchad :Tchad non-violence.

Publications associées
- Graswurzelrevolution (Münster, en Allemagne)

### Publications
Périodiques
Le principal périodique est le bulletin trimestriel Le fusil brisé qui paraît sous forme papier, PDF et HTML, en anglais, français, allemand et espagnol (occasionnellement aussi en d'autres langues, comme le russe ou le coréen).
Le « Women's Working Group » publie un bulletin occasionnel : WRI Women.
Deux bulletins électroniques paraissent régulièrement en anglais et sont traduits par la suite en d'autres langues. Le premier concerne l'objection de conscience et le second les « profiteurs » de la guerre.
Livres
De nombreux documents ont été publiés par l'IRG. En 2009, l'IRG publie un livre intitulé « Handbook for Nonviolent Campaigns » (Manuel pour les campagnes non-violentes).

## Personnalités

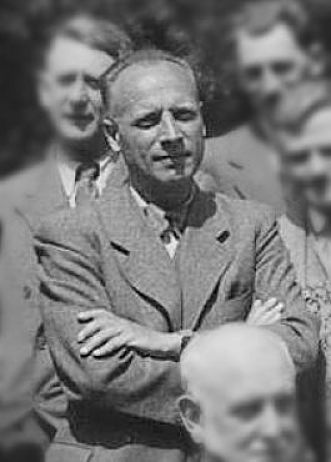
Bart de Ligt en 1938

- Barthélemy de Ligt (1883-1938), antimilitariste et pacifiste libertaire néerlandais, auteurs de plusieurs livres qui ont fait date.
- Clara Wichmann (1885-1922), avocate germano-néerlandaise, anarchiste, pacifiste, antimilitariste et féministe.
- Eugen Relgis (1895-1987), écrivain, philosophe, poète, militant et théoricien pacifiste libertaire roumain
- Jean Van Lierde (1926-2006), pacifiste belge, qui a lutté pour l'obtention du statut d'objecteur de conscience